# Kutchubaea insignis
Kutchubaea insignis är en måreväxtart som beskrevs av Fisch. och Dc.. Kutchubaea insignis ingår i släktet Kutchubaea och familjen måreväxter. Inga underarter finns listade i Catalogue of Life.